# Kostrč
Kostrč je naseljeno mjesto u sastavu općine Orašje, Federacija Bosne i Hercegovine, BiH. Kroz  selo teče rijeka Kanal Burim. Okružuju ga naseljena mjesta Tolisa, Matići, Donja Mahala i Ugljara.

## Stanovništvo
| Kostrč             |       |                |                |                |
| godina popisa      | 2013. | 1991.          | 1981.          | 1971.          |
| Hrvati             | 1345  | 1651 (99,75 %) | 1663 (99,10 %) | 1552 (96,93 %) |
| Srbi               | 20    | 3 (0,18 %)     | 2 (0,11 %)     | 41 (2,56 %)    |
| Muslimani          | 3     | 0              | 0              | 0              |
| Jugoslaveni        | 0     | 1 (0,06 %)     | 8 (0,47 %)     | 0              |
| ostali i nepoznato | 11    | 0              | 5 (0,29 %)     | 8 (0,49 %)     |
| ukupno             | 1379  | 1655           | 1678           | 1601           |

## Šport
- HNK Kostrč, županijski ligaš

## Poznate osobe
- fra Ilija Živković – Čokić, svećenik
- Joso Živković, hrv. pjesnik i slikar iz BiH
- Josip Baotić
- Ljerka Mikić, pjesnikinja

## Obrazovanje
Prva područna škola u Kostraču u sklopu OŠ fra Ilije Starčevića Tolisa počela je s radom 1971. godine. U selu je obnovljen i Dom kulture.